# Schlesische Arbeiter-Zeitung
Die Schlesische Arbeiter-Zeitung war eine linksgerichtete Zeitung, die während der Weimarer Republik von 1919 bis 1933 in Breslau, Provinz Niederschlesien erschien.

## Geschichte
Die Schlesische Arbeiter-Zeitung wurde von Bernhard Schottländer, Mitglied der USPD, gegründet. Erstausgabe war am 31. März 1919. Die Zeitung erschien zunächst in unregelmäßigen Zeitabständen, ab 1921 sechsmal wöchentlich.
Während des Kapp-Putsches wurde Chefredakteur Schottländer von Freikorps-Soldaten entführt, gefoltert und ermordet. In einer Extra-Ausgabe der Zeitung vom 21. März 1920 wurden für Hinweise auf seinen Verbleib 15.000 Mark ausgesetzt.
Ab Januar 1921 erschien die Arbeiter-Zeitung als Parteiblatt der KPD, zu jener Zeit unter der Bezeichnung Vereinigte Kommunistische Partei Deutschlands. Im selben Jahr wurde Erich Gentsch Chefredakteur. Vor dem Staatsgerichtshof zum Schutze der Republik kam es in den 1920er Jahren zu mehrfachen Verbotsverfahren gegen die Zeitung. 1926 wurde die Zeitung zu einer Regionalausgabe der in Berlin erscheinenden Roten Fahne, nun unter dem Namen Arbeiter-Zeitung für Schlesien und Oberschlesien. Die Redaktionsleitung übernahm in den folgenden Jahren Stefan Heymann. Kurz nach der Machtergreifung der Nationalsozialisten und der Besetzung des Karl-Liebknecht-Hauses in Berlin-Mitte durch SA und Polizei wurde die Zeitung im Februar 1933 eingestellt.